# 南京市玄武高级中学
南京市玄武高级中学是中華人民共和國江蘇省南京市的一所完全中學，创办于1949年9月。

## 学校简史
- 1949年9月建校，学校前身是南京私立宜信会计学校
- 1956年6月更名为南京市第三十四中学
- 2011年与南京梅园中学合并，並更名為南京玄武高级中学[1]

## 学校历届领导
| 在任时间     | 姓名和职称                                 |
| ------------ | ------------------------------------------ |
| 1949年       | 校长：谢登明                               |
| 1952年上半年 | 校长：韩 珂                                |
| 1952年11月   | 代理校长：钱雅之                           |
| 1957年下半年 | 党支部书记兼校长：杨志祥（第一任34中校长） |
| 1969年6月    | 党支部书记：任福林（工宣队）               |
| 1970年10月   | 党支部书记：杨美林                         |
| 1970年12月   | 党支部书记兼革委会主任：李 达              |
| 1971年4月    | 革委会主任：李 达 党支部书记：丁锦宝       |
| 1973年4月    | 革委会主任：柳家文 党支部书记：陈穆如      |
| 1978年2月    | 校长：陈子祥 党支部书记：陈穆如            |
| 1981年2月    | 校长兼书记：陈子祥                         |
| 1984年3月    | 校长：徐家迅 党支部书记：陈子祥            |
| 1987年       | 校长：倪曙光                               |
| 1993年       | 校长：倪曙光 党支部书记：朱安健            |
| 1997年7月    | 校长：王顺林 党总支书记：朱安健            |
| 1999年8月    | 党总支书记：王庆显                         |
| 2002年7月    | 党总支书记：倪宗磊                         |
| 2004年8月    | 校长：冯小仙 党总支书记：喻新元            |

## 友好学校
- 西藏墨竹工卡县中学
- 香港南屯门官立中学